# Condition des femmes en Indonésie
La condition des femmes en Indonésie diffère sensiblement selon les régions et la période historique que l'on traite. Le statut juridique le plus favorable aux femmes est traditionnellement celui du pays Minangkabau, tandis que le statut personnel le plus strict est celui du pays d'Aceh qui suit  le droit pénal musulman depuis 2001. Ces différences dépendent, en réalité, de nombreuses variables : statut personnel selon la religion,  autorités d'occupation, évolution récente de la législation musulmane.

## Les femmes en Aceh
Des femmes ont joué un rôle important dans l'histoire de l'ancien sultanat d'Aceh dans le nord de Sumatra. Aceh a eu quatre reines entre 1641 et 1699, dont Tajul Alam (règne 1641-75). Deux femmes de la noblesse d'Aceh tiennent une place de premier rang dans cette lutte contre l'envahisseur hollandais : Cut Nyak Dhien et Cut Meutia.
Selon le Qanun Jinayat (droit pénal musulman) introduit en 2001 dans le cadre d'une loi d'autonomie spéciale, les femmes n'ont désormais plus le droit de sortir après 22 heures si elles ne sont pas accompagnées, les couples doivent présenter un certificat de mariage pour aller dans un hôtel et les jeunes filles ne peuvent pas s'asseoir à califourchon sur le tan-sad d'une moto ni porter de pantalon moulant. Les femmes sont tenues de porter en public le jilbab (voile musulman). Une police de la charia (polisi syariah) est créée.
L'histoire d'Aceh depuis le XIXe siècle donne le contexte de cette situation. Le sultanat d'Aceh était un État alors assez prospère grâce à la culture du poivre, dont il est alors le plus gros producteur mondial. Mais sa situation à l'entrée nord du détroit de Malacca, dont l'Angleterre, qui occupe Singapour, contrôle l'entrée sud, suscite l'intérêt de cette dernière et de son rival, le royaume des Pays-Bas, qui contrôle déjà une partie de Sumatra. Toutefois, le traité de Londres de 1824 entre les deux puissance garantit l'indépendance d’Aceh. Mais en 1873 les Néerlandais, qui craignent un rapprochement entre Aceh et les ÉÈtats-Unis, décident de lancer une expédition contre le sultanat. Ils prennent rapidement le contrôle de la côte mais dans l’intérieur, les chefs religieux prennent la tête de la résistance. Le sultan et son chef militaire se rendent en 1903 mais les chefs religieux poursuivent la lutte. Plusieurs d’entre eux seront tués dans les années 1910-1912, mais aucun traité ne sera signé entre les Néerlandais et la résistance.
L'Indonésie indépendante sera contrainte de reconnaître la spécificité d'Aceh en lui accordant en 1959 le statut de "région spéciale". Le centralisme brutal du régime Soeharto  vide ce statut de son sens. En 1976 est fondé le Gerakan Aceh Merdeka (Mouvement pour un Aceh libre) ou GAM, qui déclare l'indépendance de la province. C'est le début d'un conflit que le successeur de Soeharto, B. J. Habibie, espère résoudre en promulguant en 1999 une loi d'autonomie régionale qui accorde une grande autonomie aux kabupaten (départements). Le Qanun Jinayat est introduit en 2001 comme nous l'avons dit. Toutefois, dans les faits, en raison du statut de Daerah Operasi Militer qui frappe alors la province, et qui est une loi martiale de fait, ce droit islamique n'est pas appliqué. Le conflit prend véritablement fin avec un accord signé en 2005 à Helsinki. Des élections désigne comme gouverneur un membre du GAM. Le Qanun Jinayat commence à être appliqué. 
Aceh a oublié ses traditions.

## Les femmes en pays bugis
Les Bugis du sud de l'île de Sulawesi ne considèrent pas que l'homme ou la femme doive dominer l'un par rapport à l'autre. Ils appliquent l'égalité des sexes dans leur système de famille bilatéral, dans lequel la mère et le père jouent un rôle égal dans la définition de la parenté.
La liberté des femmes bugis était déjà l'objet d'admiration de la part d'observateurs occidentaux au début du XIXe siècle. Ainsi Raffles, le fondateur de Singapour, note en 1817 dans son History of Java que les femmes "paraissent plus respectées que ce à quoi on pourrait s'attendre du niveau d'avancement atteint par la civilisation bugis en général". John Crawfurd, un médecin écossais qui servit longtemps en Asie du Sud-Est et fut notamment gouverneur de Singapour à la suite de Raffles, écrit dans son Descriptive Dictionary of the Indian Islands and Adjacent Countries (1856) que le fait « que les femmes apparaissent en public est une chose naturelle; elles sont actives dans tous les aspects de la vie; elles sont des partenaires de discussion des hommes dans toutes les affaires publiques, et même il n'est pas rare qu'elles occupent le trône alors que devenir roi est déterminé par un processus d'élection ».

## Les femmes en paysminangkabau
Chez les Minangkabau de l'ouest de Sumatra, la terre et les biens immobiliers et mobiliers sont la propriété des femmes. Les mères les transmettent à leurs filles. Les hommes n'ayant rien, ils sont contraints d'émigrer (merantau) s'ils veulent faire fortune. Toutefois, leur devoir est de faire profiter le village de leur réussite et ils s’occupent de la religion et des affaires politiques.
Les enfants portent le nom de clan (suku) de leur mère. L'homme qui en a la responsabilité n'est pas le père, mais l'oncle maternel (mamak). Pour le mariage, c'est la famille de la fille qui vient demander la main du garçon. En cas de divorce, la femme a la garde des enfants.

## Mouvements féministes
L'assimilation des féministes aux socialistes et communistes, leur dénigrement comme « prostituées » ou « femmes dépravées » ainsi que les massacres de 1965-1966 en Indonésie ont détruit le principal mouvement féministe du siècle dernier, Gerwani,. En 1999, les effets des stéréotypes et des campagnes de haine menées à leur encontre se font encore sentir, le ministre des Affaires féminines accusant une organisation, la Coalition des femmes indonésiennes, d'être infiltrées par Gerwani et donc d'être dangereuses. De plus, il existe une défiance vis-à-vis des femmes occidentales, perçues comme potentiellement attentatoires à la féminité indonésienne. Tous ces facteurs concourent à faire du féminisme un mouvement centré sur la l'image de la maternité plus que sur l'autonomie sexuelle.